# Kirkland (Québec)
Kirkland è un comune del Canada, situato nella provincia del Québec, nella regione di Montréal.